# Tonći Baranović
Tonći Baranović (4. prosinca 1929. – 28. kolovoza 2024.), najstariji živući prvotimac HNK Hajduk, rođen je u Splitu 4. prosinca 1929. godine kao Antun Baranović, a u svojoj igračkoj karijeri je bio nogometaš HNK Hajduk i RNK Split. Igrao je tijekom 50-ih godina 20. stoljeća. Bio je prvotimac RNK Split u prvoj prvoligaškoj sezoni 1957./58. U toj sezoni je teško ozlijedio koljeno, tako da više nije mogao igrati nogomet, a odigrao je 6 utakmica. Nakon igračke karijere još neko vrijeme radio je i kao trener u RNK Split. U profesionalnoj karijeri poznati je splitski profesor matematike, a 70-ih godina prošlog stoljeća bio je i ravnatelj IV. splitske gimnazije Marko Marulić nakon čega kao savjetnik odlazi do mirovine u Zavod za prosvjetno-pedagošku službu u Splitu, danas Agenciju za odgoj i obrazovanje - Podružnica Split.
Za svoj dugogodišnji aktivni sportski i profesionalni rad nagrađen je nizom priznanja, a od 9. siječnja 2013. godine nositelj je i Zlatnog prstena RNK Split - najvećeg klupskog priznanja.
Za zasluge i stradanje u borbi za nacionalna i socijalna prava hrvatskog naroda u Drugom svjetskom ratu, na njegov 89. rođendan 4. prosinca 2018. godine, povodom 74. obljetnice oslobođenja Dalmacije, predsjednica Republike Hrvatske gospođa Kolinda Grabar-Kitarović odlikovala ga je Redom Stjepana Radića.
Tonći Baranović otac je poznatog splitskog i hrvatskog filatelista i kolekcionara Pjera Baranovića, inače i tajnika Društva prijatelja NK "Split" te najstariji nećak (sin od najstarije sestre) pok Ivana Radovnikovića Težora, Hajdukovog legendarnog igrača iz 1930-ih godina.
Statistika u Hajduku
| Natjecanje        | Nastupi | Zgoditci |
| ----------------- | ------- | -------- |
| Prvenstvo         | 1       | 1        |
| Kup               | 0       | 0        |
| Superkup          | 0       | 0        |
| Međunarodne       | 0       | 0        |
| Splitski podsavez | 0       | 0        |
| Ukupno            | 1       | 1        |
| Prijateljske      | 21      | 0        |
| Sveukupno         | 22      | 1        |